# Glenea ruficollis
Glenea ruficollis là một loài bọ cánh cứng trong họ Cerambycidae.